# Бой при Паоли
Сражение при Паоли (англ. Battle of Paoli), так же Сражение у таверны Паоли, или Резня при Паоли — одно из сражений Филадельфийской кампании американской Войны за независимость, которое произошло 20 сентября 1777 года около современного городка Малверн в Пенсильвании. Когда американская Континентальная армия была разбита в сражении при Брендивайне, Вашингтон оставил отряд под командованием Энтони Уэйн, чтобы следить за англичанами и тревожить их нападениями. Отряд генерал-майора Грея внезапно атаковал лагерь Уэйна у таверны Паоли. Потери американцев были невелики, но впоследствии стали ходить слухи, что англичане не брали пленных и никого не щадили, из-за чего сражение вошло в историю как Резня при Паоли.

## В культуре
- Упоминается в серии романов Дианы Гэблдон Чужестранка и одноименном сериале-экранизации.